# Sny (film)
Sny (Сны) è un film del 1993 diretto da Karen Georgievič Šachnazarov e Aleksandr Borodjanskij.

## Trama
Un'aristocratica del diciannovesimo secolo, la contessa Prizorova, vive a Mosca. È ricca, giovane, ma da tempo ha cominciato a fare sogni molto strani. Come se non fosse una contessa, ma una donna delle pulizie Maša Stepanova, che lavora a Mosca, nel 1993, nella mensa n. 9. È una donna limite di provincia e vive in un ostello. Non trovando spiegazioni per sogni così strani, la contessa si rivolge al dottore.